# Setge de Balànsiya (1092-1094)
La Conquesta de Balànsiya establí el domini del Cid sobre la ciutat de Balànsiya.

## Antecedents
Mentre Rodrigo Díaz de Vivar era fora de Balànsiya l'octubre de 1092, els valencians s'havien reunit a la casa de Yafar ibn Abd Allah ibn Yahhaf i van acordar fer una crida a Muhammad ibn Aisa a deposar Yahya Al-Qadir, enviant les tropes sota el comandament d'Ibn Nasr, però Al-Qadir es va atrinxerar i va enviar un missatge urgent al Cid. Quan va arribar Ibn Nasr fou rebut per Ibn Jahhaf i els cristians de la ciutat van fugir. Al-Qadir va abandonar el palau disfressat de dona i es va refugiar en una casa pobre. Quan va ser trobat, va ser condemnat a mort. El 29 d'octubre de 1092 Ibn Jahhaf es va proclamar governador de València.
Quan el Cid i les seves tropes van tornar, Ibn Jahhaf va expulsar els contingents d'Ibn Nasr i va acordar retre homenatge al Cid, que el va fer governant amb la condició de no lliurar la ciutat als almoràvits, però es van enviar missatges a Yusuf ibn Tashfin perquè fes fora al cristià. L'exèrcit almoràvit comandat per Abu Bakr ibn Ibrahim ibn Tashfin es va retirar sense lluitar malgrat les ordres de Yusuf deixant als valencians a la seva sort.

## El setge
El Cid va assetjar la ciutat mentre els ciutadans eren dividits entre els partidaris de defensar l'islam, esperant els almoràvits, i els partidaris de Yafar ibn Abd Allah ibn Yahhaf, que optaven per negociar amb Rodrigo Díaz de Vivar. Finalment Ibn Jahhad va fer un acord secret amb el Cid va lliurar els seus enemics al Cid, però no es van tancar les negociacions i el setge es va perllongar durant dinou mesos, fins que finalment la ciutat caigué el maig de 1094 nominalment en favor del Regne de Castella.

## Conseqüències
Yússuf ibn Taixfín, el líder dels almoràvits en  va ordenar la represa i va donar el comandament d'una nova expedició per capturar-la al seu nebot Yusuf Abu Abdullah Muhammad, car Muhammad ibn Aisa no disposava d'un exèrcit permanent, i va haver de mobilitzar les tropes a Sebta, enviar-les a través de l'estret de Gibraltar i reforçar les guarnicions d'Andalusia abans de marxar cap a Balànsiya.
Els contingents africans desembarcaren entre el 16 i el 18 d'agost, i a Granada s'hi va unir part de la guarnició i de l'exèrcit de l'extinta Taifa de Granada Zírida que s'havia integrat en l'exèrcit almoràvit, i més endavant tropes dels emirats de Làrida, Albarrasí. Els musulmans van acampar a Quart de Poblet, a pocs quilòmetres de Balànsiya, que estava ben abastida. Veient el gran exèrcit, els musulmans de la ciutat creien que l'alliberament era a la mà. Abu Abdullah era tan segur de la victòria no va veure negligències en les tropes i no va prendre mesures per rectificar. El Cid va demanar ajuda a Alfons VI de Lleó i això es va saber al campament musulmà i l'ànim dels assetjants es va començar a trencar i hi va haver moltes desercions.
Rodrigo Díaz de Vivar va decidir aprofitar la manca d'esperit sense esperar l'ajut d'Alfons VI de Lleó i va sortir de nit comandant un grup de cavalleria. El matí del 25 d'octubre del 1094 va atacar els soldats musulmans, que no estaven vigilants i l'alarma escampar-se pel campament, entre crits i aldarull. La cavalleria musulmana es va preparar i perseguir al Cid es retirava, mentre soldats cristians amagats atacaven el campament musulmà, provocant la desbandada almoràvit i la captura d'un important botí. La victòria va reforçar el Cid, que va establir el Senyoriu de València i va retardar l'expansió almoràvit. El Senyoriu de València fou atacat diverses vegades pels almoràvits fins que finalment va caure en les seves mans el 1102.